# 野中 (熊本市)
野中（のなか）は熊本県熊本市西区の町丁。郵便番号は860-0059。全域で住居表示が実施されており、野中一〜三丁目まで設置されている。

## 地理
熊本市西部、西区の南東部に位置し、また北側にそって坪井川が流れている。南で新土河原、東側で蓮台寺、北東で坪井川を挟み坪井、北で坪井川を挟んで上代や八島、北西で京町、西側で上代と隣接している。

### 河川
- 坪井川

### 橋梁
- 花陵橋

## 歴史
もともとは新土河原町、蓮台寺町の一部であった。一丁目のみ二町の一部から成り、二丁目と三丁目は新土河原町のみの一部から成る。

### 沿革
- 平成8年（1996年）3月4日 - 新土河原町・蓮台寺町の一部が野中となる。
- 平成24年（2012年）4月1日 - 熊本市が政令指定都市に移行した事に伴い、所属が熊本市西区になる。

## 世帯数と人口
令和6年（2024年）7月1日現在の世帯数と人口は以下の通りである。
| 丁目      | 世帯数  | 人口    |
| --------- | ------- | ------- |
| 野中1丁目 | 262世帯 | 529人   |
| 野中2丁目 | 363世帯 | 727人   |
| 野中3丁目 | 203世帯 | 391人   |
| 計        | 828世帯 | 1,647人 |

## 小・中学校の学区
市立小・中学校に通う場合、学区は以下の通りとなる。
| 番地 | 小学校             | 中学校             |
| ---- | ------------------ | ------------------ |
| 全域 | 熊本市立白坪小学校 | 熊本市立花陵中学校 |

## 交通

### 道路
- 熊本県道28号熊本高森線
- 熊本県道227号並建熊本線

### 鉄道
当地には鉄道は通っていない。鉄道を利用する場合の最寄り駅は熊本駅および西熊本駅となる。

### バス
- 九州産交バス
  - 富尾団地→京町～熊本駅→西部車庫
  - 沼山津→東区役所～春日校前→西部車庫
  - 木山→県庁→西部車庫
  - 小山団地→託麻原本通り～熊本整形→西部車庫
  - 戸島→子飼～野口→川口
  - 水道町→白藤→JA飽田支所前
  - 小山団地→子飼～野口→五丁
  - 沼山津→市民病院～県庁→アクアドーム

## 施設
- 野中観音堂
- 熊本南警察署西大橋交番